# Daniel Niedzkowski
Daniel Niedzkowski (* 14. Dezember 1976 in Solingen, Nordrhein-Westfalen) ist ein deutscher Fußballtrainer. Er war Leiter des Pro Lizenz-Lehrgangs an der DFB-Akademie sowie Co-Trainer der deutschen U 21-Nationalmannschaft. Ab Januar 2025 wird er Co-Trainer bei Brighton & Hove Albion.

## Spielerlaufbahn
Niedzkowski erlernte beim VfB Solingen das Fußballspielen, bevor er in die Jugendabteilung von Fortuna Düsseldorf wechselte. Als aktiver Fußballer schaffte er es 1998 beim Wuppertaler SV und 1999 beim FC Remscheid bis in die Regionalliga. Anschließend spielte er von 1999 bis 2001 in der U23 des MSV Duisburg.

## Trainerlaufbahn
Zwischen 2008 und 2013 war er als Technischer Mitarbeiter beim Deutschen Fußball-Bund (DFB) und war dort enger Mitarbeiter von Chefausbilder Frank Wormuth. Von 2013 bis 2016 war er unter Roger Schmidt, Sami Hyypiä und Sascha Lewandowski Co-Trainer bei Bayer Leverkusen. Im August 2016 wechselte Niedzkowski wieder zurück zum DFB und ist seither Co-Trainer der deutschen U 21-Nationalmannschaft, mit der er die UEFA-U21-Europameisterschaften in den Jahren 2017 und 2021 gewann und 2019 das Finale erreichte. Im März 2018 übernahm er als Nachfolger von Frank Wormuth zudem die Leitung des Fußballlehrer-Lehrgangs an der Hennes-Weisweiler-Akademie. Dadurch wurde er auch Mitglied im Präsidium des Bundes Deutscher Fußball-Lehrer.
Im Januar 2025 wird er als Co-Trainer zu Brighton & Hove Albion an die Seite von Fabian Hürzeler wechseln.